# Burgårdskolonin
Burgårdskolonin i stadsdelen Heden var Göteborgs första koloniområde, anlagt 1906.
Kring sekelskiftet 1900 väcktes i Göteborg idéer om att stadens invånare skulle ges möjlighet att själva odla sina grönsaker samt ha mindre täppor att sköta om. Föredrag hölls hos Sällskapet Hortikulturens vänner, med flera, och på våren 1904 gick ärendet vidare till Drätselkammaren. Man utredde därefter om stadens mark kunde arrenderas ut till husbehovsodlare. Den 1 mars 1905 hölls ett sammanträde i Arbetareföreningens stora sal vid Järntorget, där folkskollärare Essen föreläste om utländska koloniträdgårdar. De göteborgska områdena kom att uppföras efter tysk modell.
Burgårdens koloni var den första som den då nybildade Föreningen Göteborgs koloniträdgårdar anlade. Arbetet påbörjades under sommaren 1905, och kolonin stod klar på våren 1906. Samma år invigdes ytterligare ett koloniområde, i Härlanda. Kolonins yta var 35 600 m² och bestod av 130 lotter på 240 m² vardera. År 1923 fick kolonin Svenska Mässan som granne, och 1956 avröjdes området för att ge plats åt Valhallabadet.